# Belleville, Illinois
Belleville este un oraș și sediul comitatului Saint Clair, statul Illinois, Statele Unite ale Americii. În iunie 2006 populația orașului ajunsese să fie estimată la 41.095 de locuitori.